# 조세성묘, 조동점묘, 조완묘
조세성묘, 조동점묘, 조완묘는 대한민국 경기도 화성시 비봉면 양노리에 있다. 2013년 6월 25일 화성시의 향토문화재 제23호로 지정되었다가, 2019년 10월 23일 향토문화재(기념물) 제8호로 변경 재분류되었다.

## 개요
이 묘역은 평양 조씨 묘역으로 조세성, 조동점, 조완의 묘역과 석물들이 사료적, 미술사적 가치가 높은 편이다..